# Stella Bitchebe
Stella Bitchebe née en 1994 à Yaoundé est une chercheuse camerounaise en informatique. Engagée pour la visibilité des femmes dans les carrières scientifiques, ses travaux sont régulièrement récompensés par des prix.

## Biographie
Stella Bitchebe naît en 1994 à Yaoundé dans une famille de cinq filles, lignée féminine qui est reprochée à sa mère,,. Elle fait ses études à l’École polytechnique de Yaoundé dont elle sort diplômée d'ingénieure en 2018. Passionnée de livres de mathématiques, elle se tourne vers l'informatique avec un stage de fin d'études à Toulouse. Elle soutient ensuite sa thèse, « Au-delà de l'hyperviseur (OoH) : quand la virtualisation imbriquée devient pratique » en 2023 à l’université Côte d'Azur puis à l'ENS de Lyon,,.
Elle est chercheuse postdoctorale à l'École d'informatique de l'Université McGill, travaillant au Laboratoire de stockage de données et de systèmes informatiques à forte intensité de données. Elle est également chercheuse invitée à l'Université Grenoble Alpes.

## Travaux

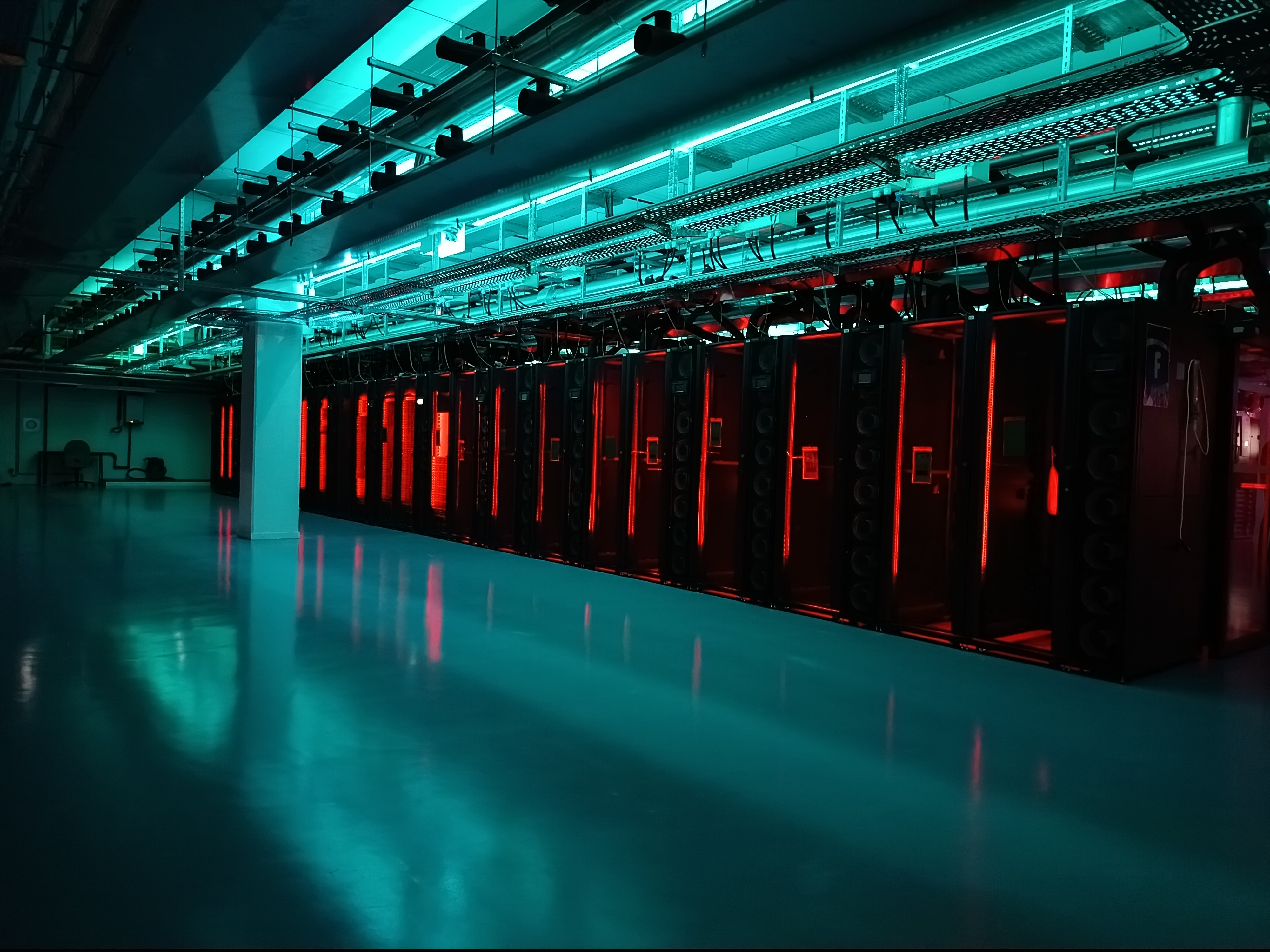
Les travaux de Stella Bitchebe visent à diminuer l'impact énergétique de data centers, comme le CC-IN2P3.

Les recherches de Stella Bitchebe portent sur les systèmes d'exploitation et la virtualisation matérielle. Elle travaille sur le thème de la réduction de l'empreinte carbone des centre de données tout en améliorant leur sécurité,.
Elle remporte avec son directeur de thèse un concours de l'INRIA avec une application qui permet aux personnes malvoyantes d’accéder aux informations sur les transports en commun. Son doctorat est quant à lui remarqué par le groupe de recherche sur les systèmes et réseaux distribués. 

## Hommages et distinctions
Elle reçoit le prix jeunes talents pour les femmes et la science en 2021 de la fondation L’Oréal,,,. 
Avec son directeur de thèse, Stella Bitchebe obtient en 2021 le premier prix du Concours Inria d’Idées Innovantes.
Bourse de Microsoft en recherche en 2021.
En 2021, elle obtient le prix européen de recherche doctorale des laboratoires NEC Europe.
Sa thèse est retenue comme accessit du prix 2024 du GDR systèmes et réseaux distribués.

## Engagement
Stella Bitchebe est engagée pour une meilleure place des femmes dans l'informatique, aussi bien en France qu'au Cameroun avec la création du Women in Computer Science Cameroon,,.

## Publications
- Stella Bitchebe, Laurent Réveillère, Edouard Bugnion, Gaël Thomas, Guillaume Urvoy-Keller, Renaud Lachaize, Oana Balmau et Natacha Crooks, Au Delà de L'hyperviseur (OoH) : Quand la Virtualisation Imbriquée Devient Pratique, 2023 (lire en ligne)
- Kevin Nguetchouang, Stella Bitchebe, Theophile Dubuc et Mar Callau-Zori, « SVD: A Scalable Virtual Machine Disk Format », IEEE Transactions on Cloud Computing, vol. 12, no 2,‎ avril 2024, p. 684–696 (ISSN 2168-7161 et 2372-0018, DOI 10.1109/TCC.2024.3391390, lire en ligne, consulté le 28 septembre 2024)
- Stella Bitchebe, Yves Kone, Pierre Olivier et Jalil Boukhobza, « GuaNary: Efficient Buffer Overflow Detection In Virtualized Clouds Using Intel EPT-based Sub-Page Write Protection Support », Proc. ACM Meas. Anal. Comput. Syst., vol. 7, no 3,‎ 12 décembre 2023, p. 56:1–56:26 (DOI 10.1145/3626787, lire en ligne, consulté le 28 septembre 2024)
- Rahma Nouaji, Stella Bitchebe et Oana Balmau, « SpeedyLoader: Efficient Pipelining of Data Preprocessing and Machine Learning Training », Proceedings of the 4th Workshop on Machine Learning and Systems, Association for Computing Machinery, euroMLSys '24,‎ 22 avril 2024, p. 65–72 (ISBN 979-8-4007-0541-0, DOI 10.1145/3642970.3655824, lire en ligne, consulté le 28 septembre 2024)